# Lythrurus snelsoni
Lythrurus snelsoni är en fiskart som först beskrevs av Robison, 1985.  Lythrurus snelsoni ingår i släktet Lythrurus och familjen karpfiskar. IUCN kategoriserar arten globalt som sårbar. Inga underarter finns listade i Catalogue of Life.